# Doktor Murek (serial telewizyjny)
Doktor Murek – polski serial telewizyjny, będący adaptacją powieści Tadeusza Dołęgi-Mostowicza Doktor Murek zredukowany (1936) oraz Drugie życie doktora Murka (1936).
W czasie produkcji serialu telewizyjnego miała również miejsce emisja serialu radiowego Doktor Murek, z inną obsadą.
Serial kręcony w Popowie Kościelnym, Radomiu i Zaborowie.

## Fabuła
Historia życia urzędnika magistratu, Franciszka Murka. Zostaje zwolniony z pracy na skutek bezpodstawnych oszczerstw na temat jego rzekomej lewicowej przeszłości politycznej. Po utracie państwowej posady przyjmuje tożsamość cudzoziemca Franza Klamma i robi karierę w arystokratycznych salonach Warszawy jako mistrz okultyzmu.

## Obsada
- Bronisław Pawlik – Cipak
- Jerzy Zelnik – Franciszek Murek
- Hanna Skarżanka – Koziołkowa
- Gustaw Lutkiewicz – Żołnasiewicz
- Krystyna Tkacz – Karolka
- Zdzisław Mrożewski – mecenas Boczarski
- Zbigniew Zapasiewicz – Paweł Junoszyc
- Stanisław Zaczyk – dyrektor Czaban
- Karol Strasburger – Wojciech Bożyński
- Krystyna Janda – Arletka
- Marek Bargiełowski – Piekutowski
- Anna Chodakowska – Tunka Czabanówna
- Maria Ciesielska – Mika Bożyńska
- Krystyna Adamiec – Nira Horzyńska
- Jan Piechociński – bezdomny w noclegowni
- Krzysztof Kołbasiuk – łowcy skór
- Antonina Girycz – sekretarka Holbeina (niewymieniona w czołówce)
- Andrzej Gawroński – policjant
- Jerzy Kaliszewski – Jan Bożyński, ojciec Miki i Wojciecha
- Marek Kępiński – Niewiarow, sekretarz prezydenta
- Zygmunt Maciejewski – minister
- Janusz Paluszkiewicz – dróżnik, gospodarz Murka (gościnnie)
- Jerzy Karaszkiewicz – Józiek, bandzior z „mafii” sądowej
- Alicja Migulanka – panna Wicia
- Tadeusz Bartosik – Stanisław Horzyński, ojciec Niry
- Jerzy Duszyński – Niewiarowicz, prezydent miasta (gościnnie)
- Eugeniusz Stawski – (gościnnie)
- Edmund Karwański
- Andrzej Mrożewski – inżynier kierujący budową szybu
- Aleksandra Koncewicz – Róża Kosicka (gościnnie)
- Jerzy Zygmunt – Nowak Kelner (gościnnie) (niewymieniony w czołówce)
- Halina Jezierska – Żurkowa, gospodyni Murka i Karolki (gościnnie)
- Jerzy Moes – sekretarz wojewody (gościnnie)
- Czesław Mroczek – szatniarz w nocnym lokalu (niewymieniony w czołówce)
- Joachim Lamża – fryzjer (gościnnie)
- Danuta Rinn – Antosia, gosposia ministra (gościnnie)
- Lech Sołuba – oficer, kolega Bożyńskiego (gościnnie)
- Janusz Bylczyński – wojewoda (gościnnie)
- Andrzej Prus – (niewymieniony w czołówce)
- Waldemar Gawlik Żyd – (niewymieniony w czołówce)
- Janusz Hamerszmidt – policjant (gościnnie)
- Małgorzata Lorentowicz – Wanda Relska, gospodyni Murka vel Franza Klemma – (gościnnie)
- Gołda Tencer – córka Kapelewicza (niewymieniony w czołówce)
- Jack Recknitz – Amerykanin Johnson (gościnnie)
- Zofia Jamry – barmanka (gościnnie)
- Maria Homerska – Horzyńska, matka Niry (gościnnie)
- Zofia Barwińska – Zofia Barwińska Żona prezydenta Niewiarowicza
- Michał Białkowicz – Boniecki, sekretarz Holbeina (gościnnie)
- Zbigniew Stawarz – lekarz (gościnnie)
- Maciej Dzienisiewicz – Kapelewicz (gościnnie)
- Aleksandra Leszczyńska – babcia Niry Horzyńskiej
- Juliusz Berger – Pycz, handlarz futrami
- Maciej Szary – człowiek Junoszyca
- Zofia Niwińska – „Hrabina”, właścicielka noclegowni
- Stanisław Bieliński – bezdomny w noclegowni
- Tadeusz Bogucki – prezes Biura Kodyfikacji Ustaw Samorządowych
- Wiesław Drzewicz – „Buchalter”, bezdomny w noclegowni
- Marian Glinka – bandzior z „mafii” sądowej
- Edward Kusztal – przodownik policji
- Stanisław Sparażyński – sędzia
- Szymon Szurmiej – bezdomny w noclegowni
- Jerzy Turek – bezdomny w noclegowni
- Edward Wichura – bandzior z „mafii” sądowej
- Marian Krawczyk – „Czarny Kazik”
- Jan Paweł Kruk – „Majster”, członek bandy „Czarnego Kazika”
- Andrzej Piszczatowski – komunista „Krótki”
- Maria Czubasiewicz – Idalka, córka Koziołkowej
- Hanna Okuniewicz – piosenkarka w nocnym lokalu
- Jacek Domański – sublokator u Koziołkowej
- Andrzej Precigs – sublokator u Koziołkowej
- Jolanta Hanisz – Czabanowa, matka Tunki
- Jan Koecher – profesor Reliwa, współlokator Murka u pani Relskiej
- Witold Skaruch – komisarz policji
- Jerzy Felczyński – bandyta „Bilardzista”
- Józef Nowak – proboszcz
- Michał Friedman – Żyd (niewymieniony w czołówce)
- Bolesław Płotnicki – aptekarz Łukasiewicz
- Jan Jeruzal